# IF Saab
IF Saab ist ein schwedischer Sportverein aus Linköping. Der Klub ist vor allem für seine Handball- und Fußballabteilungen bekannt, die jeweils in der höchsten schwedischen Spielklasse (beim Handball: Elitserien) antraten.

## Geschichte
IF Saab wurde am 8. Juli 1941 von Mitarbeitern des schwedischen Konzerns Saab gegründet. In den 1950er bis 1970er Jahren gehörte die Handballmannschaft zu den bedeutendsten Mannschaften Schwedens und konnte 1968, 1973 und 1974 den schwedischen Meistertitel erringen. Im August 1995 trennte sich die Abteilung vom Hauptverein und gründete sich als HF Linköpings Lejon neu. 
1973 spielte die Fußballmannschaft eine Spielzeit in der Allsvenskan, als Tabellenletzter wurde der Klassenerhalt jedoch verpasst. Der direkte Wiederaufstieg wurde als Vizemeister der Division 2 Norra hinter GIF Sundsvall knapp verpasst. In den folgenden Jahren belegte die Mannschaft nur noch Plätze im Mittelfeld. 1978 musste der Klub als Tabellenvorletzter der Division 2 Södra 1978 den Gang in die Drittklassigkeit antreten. Auch dort konnte die Klasse nicht gehalten werden und der Klub musste in der vierten Liga antreten. 1981 fusionierte die Fußballabteilung mit den Fußballern von BK Derby zu Linköpings FF, um einen schlagkräftigen Verein in Linköping zu formieren. 

## Trainer
- Gunnar Nordahl (1973)